# Opius lara
Opius lara är en stekelart som beskrevs av Fischer 1968. Opius lara ingår i släktet Opius och familjen bracksteklar. Inga underarter finns listade i Catalogue of Life.